# Le Tour (pueblo)

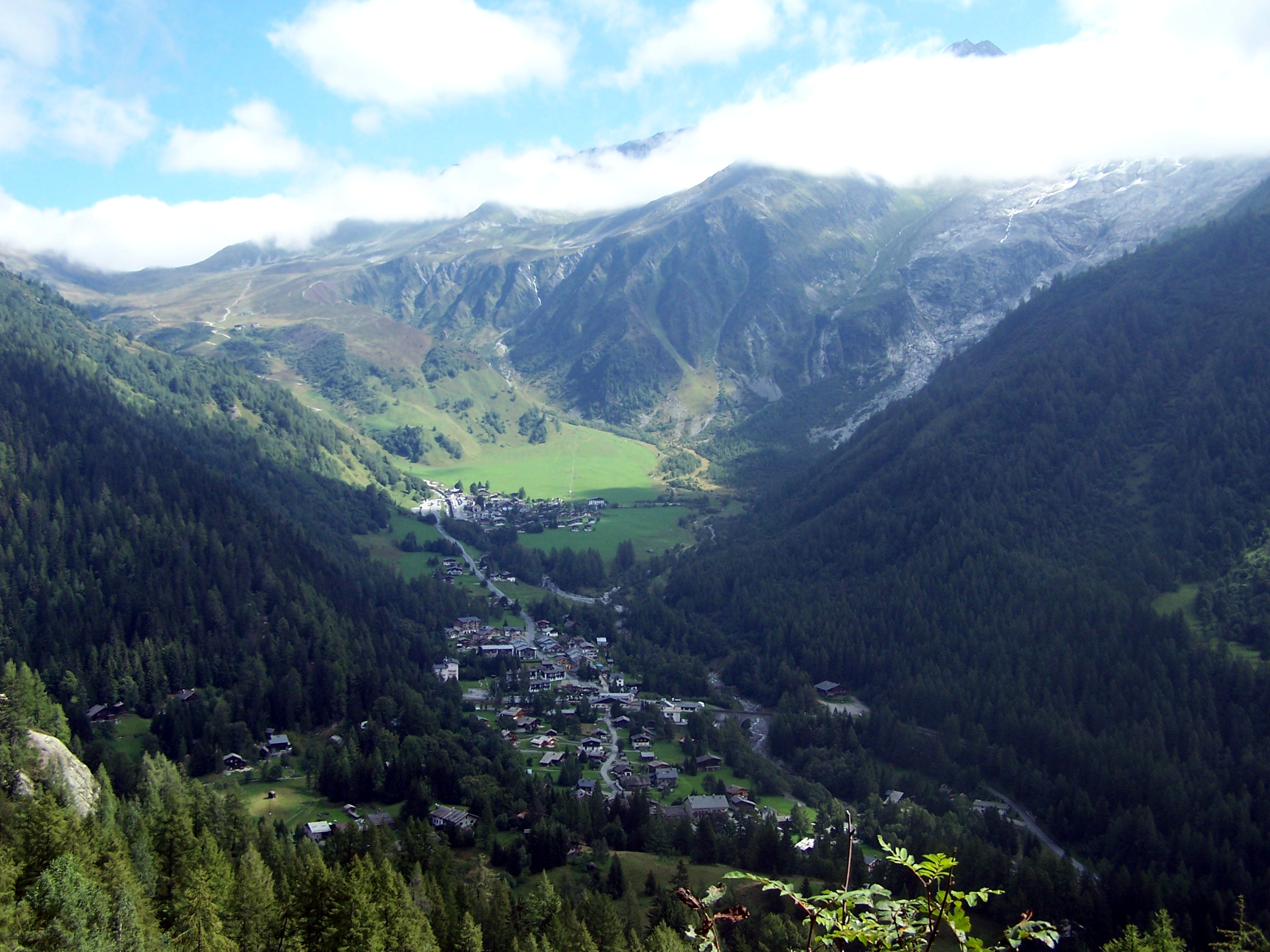
Montroc y, al fondo, Le Tour.

Le Tour es un pueblo del municipio de Chamonix-Mont-Blanc, Departamento de la Alta Saboya (Francia). 
Está ubicado en el extremo superior del valle de Chamonix, a una altitud de 1.453 m, y a 2'5 km al noreste de Argentière. El río Arve nace un poco más arriba y pasa por el pueblo. El espacio que va desde Le Tour hasta la frontera suiza, en el Paso de Montaña de Balme abarca la zona de esquí denominada "Le Tour-Charamillon-Balme", dotada de una telecabina, un telesilla y varios telesquís.
Hacia el este del pueblo están el Glaciar de Le Tour y el pico Aiguille de Le Tour, así como el puerto de alta montaña Paso de Montaña de Balme, el "Paso de Montaña Superior de Le Tour" (Col Supérieur du Tour) y la Ventana de Le Tour (Fenêtre du Tour).
Le Tour es la primera etapa de la Haute Route.